# بولين فيليبس
بولين استير (بالإنجليزية: Pauline Phillips)‏ «بوبو» فيليبس (4 يوليو 1918 - 16 يناير 2013)، والمعروفة أيضًا باسم أبيجيل فان بورين، كانت كاتبة مشورة أميركية ومذيعة بدأت في كتابة عمود عزيزتي آبي في عام 1956 في العمود، أصبح عمود الصحيفة الأكثر انتشارًا في العالم، والذي تم نشره في 1400 صحيفة مع 110 مليون قارئ.
من عام 1963 إلى عام 1975، استضافت فيليبس أيضًا برنامجًا يوميًا عزيزي آبي على راديو CBS. المذيعة التلفزيونية ديان سوير تصفها بأنها «الملكة الرائدة للنصيحة المالحة». .

## النشأة
وُلدت بولين إستر فريدمان، الملقبة بـ «بوبو»، في مدينة سيوكس بولاية أيوا، من المهاجرين اليهود الروس، ريبيكا (نيه روشال) وأبراهام بي. فريدمان، صاحب سلسلة من دور السينما. كانت أصغر أربع أخوات ونشأت في مدينة سيوكس. توأمها المتطابق، استير بولين فريدمان (اسم متزوج ليدرير)، كانت كاتبة عمود في آن لاندرس.  أصبحت ليدرير آن لاندرس في عام 1955، واستلهمت من مثال أختها، سرعان ما تبعت فيليبس حذوها بإطلاق عمود المشورة الخاص بها.
في وصف هجرة أسرتها إلى أمريكا، يقول فيليبس: «لم يأت والداي بشيء. لقد جاءوا جميعًا بدون أي شيء». وتضيف أن والديها لم يسبق لهما أن نسينا لأول مرة تمثال الحرية
من المدهش أن تأثير سيدة الميناء عليها. كانوا يمسكونها دائما عزيزة، طوال حياتهم. 
تتذكر أختها، أستير، حياتها المنزلية: «كان والدي هو نوع الرجل الذي جاء الناس إليه للحصول على النصيحة. ولم تتمكن أمي من إبعاد أي شخص يحمل قصة صعبة. كان منزلنا مليئًا بالضيوف.»  وافقت فيليبس على ذلك، وأدركت أن والديها كان لهما تأثير واضح على شخصيتها: كنت مغرورة. سيأتي معي المعاصرون لي للحصول على المشورة. حصلت على ذلك من والدتي: القدرة على الاستماع ومساعدة الآخرين في مشاكلهم. لدي أيضا روح الدعابة من والدي. 
وهما كلاهما من المدرسة الثانوية المركزية  في مدينة سيوكس وكلية مورنينغسايد، حيث درس كلاهما الصحافة وعلم النفس، جنبا إلى جنب مع كتابة عمود القيل والقال المشترك لصحيفة الكلية.  كلاهما لعبوا الكمان. في يوليو 1939، تم تزويجهم في حفل زفاف مزدوج في 2 يوليو، قبل يومين من عيد ميلادهم الواحد والعشرين. تزوجت بولين من مورتون فيليبس من مينيابوليس، ولديها طفلان، ابن، إدوارد جاي فيليبس، ابنة، جين فيليبس. 
في 8 يوليو / تموز 2017 عزيزي آبي، قالت جين فيليبس إن والدتها تحب أن تكون توأمًا بينما تريد خالتها أن تكون فردًا، وهذا سبب نزاعًا بينهما.

## المهنة
بدأت مهنة الكتابة لبولين التي قادتها إلى عزيزي آبي في يناير عام 1956، عندما كانت في السابعة والثلاثين من عمرها وأصبحت جديدة في منطقة سان فرانسيسكو الكبرى. في وقت ما خلال هذه الفترة، اتصلت رئيسة تحرير سان فرانسيسكو كرونيكل وقالت إنها تستطيع كتابة عمود نصيحة أفضل من تلك التي كانت تقرأها في الصحيفة.  بعد سماعها أوراق اعتمادها المتواضعة، أعطى المحرر ستانلي «أووك» أرنولد لها بعض الرسائل التي تحتاج إلى إجابات، وقال إنها تعيد إجاباتها في غضون أسبوع. حصلت فيليبس على ردودها على «كرونيكل» في ساعة ونصف. في مقابلة مع لاري كينغ، قالت إنها ليست لديها خبرة في العمل، وتفتقر حتى إلى رقم الضمان الاجتماعي. ومع ذلك، سأل المحرر عما إذا كانت كاتبة محترفة. قال إن كتابتها كانت «رائعة»، وتم توظيفها في ذلك اليوم. 
ذهبت بالاسم المستعار أبيجيل فان بورين، بعد نبوءة العهد القديم من كتاب صموئيل: ثم قال داود لأبيجيل... 'طوبى لنصيحتك ومباركتك أنت.  تم استخدام «فان بورين» بعد الرئيس، مارتن فان بورين.
تقول فيليبس إنه لأنها تقدمت بطلب لوظيفة كاتب العمود دون إخبار شقيقتها أولاً، فقد أوجدت مشاعر سيئة بينهما لسنوات عديدة. وكتبت كل منها عمودا خاصا بها، وكصحفيين متنافسين، تصادموا أحيانا. في عام 1956، عرضت فيليبس عمودها على مدينة سيوكس جورنال بسعر مخفض، شريطة أن تكون الورقة قد رفضت طباعة عمود أختها.  التوفيق بين الأختين في عام 1964، ولكن ظلت المنافسين. في عام 1958، بعد عامين فقط من كتابة أعمدتها، أصبحت «أكثر النساء المقتبسات على نطاق واسع في العالم»، وفقا لمجلة لايف.

### نمط الكتابة
على الرغم من أن الصحف شملت القيل والقال وكاتبي الأعمدة الشخصية لأكثر من قرن من الزمان، أضافت الشقيقتان «شيئًا خاصًا»، كما يكتب حياة، في أنها كانت أول من ينشر الرسائل وردودها التي تغطي مجموعة واسعة من المشكلات الشخصية. من ما يصل إلى 9000 رسالة في أسبوع واحد في سنواتهم الأولى، استجابوا مع إجابات للناس من جميع مناحي الحياة، بما في ذلك الأطباء والمحامين ورجال الدين، وكذلك من المراهقات الحوامل، والأزواج المضايقة، والأمهات غير المتزوجات، والمدمنين على الكحول، ومثليون جنسيا، وعشيقات.  كان تحديد العمود الخاص بهم أكثر من كتاب الأعمدة في العقود السابقة أسلوبهم الخاص في الكتابة، حيث كانوا يردون على «خطوط الكمان»، لكنهم دائمًا متجذرين في الحس السليم.  تم وصف فيليبس على هذا النحو من قبل النيويورك تايمز:
مع صوتها الهزلي والمروع ولكن المتعاطف بشكل أساسي، ساعدت السيدة فيليبس على تصويب عمود النصيحة من ماضيها الفيكتوري الحاد إلى ما كان عليه في القرن العشرين.
واعتبرت فيليبس الفكر الليبرالي سياسيا، ومع ذلك شخصية محافظة. وظلت مترددة في تقديم المشورة للأزواج غير المتزوجين للعيش معا، على سبيل المثال، حتى التسعينات، ومع ذلك كانت تتكيف بسهولة مع التغيرات الاجتماعية.  مثال واحد:
وقد اعتبرت كل من فيليبس وشقيقتها من النساء الرائعات بعد وقت قصير من بدء حياتهن المهنية، اللواتي عرفن بكونهن مشرقين ومسلات، ويكتبن "بذكاء ترابي، وجرأة وثقة بالنفس"، وكثيراً ما يتجسد ذلك في "طقطقة واحدة" لفيليبس.  وقد وصف محرر صحيفة "شيكاغو صن تايمز" مهارتها بأنها "أبعد من مجرد دهاء"، وهي نوعية قريبة جدًا من الحكمة الحقيقية. " تقول إيمي ديكنسون، وهي كاتبة عمود مشهورة تقوم بتصاميم أعمدتها بعد عزيزي آبي، أن فيليبس كانت "سيدة" في قدرتها على الكتابة بكل من "الصدق الحقيقي" و "التعاطف"، بينما في الوقت نفسه القدرة على الاستجابة بـ "الحب القاسي" عند الحاجة: 
كانت الرسائل التي اختارها كل من فيليبس وشقيقتها للنشر تهدف إلى إعطاء لمحة عامة عن «أكثر الصعوبات الإنسانية حميمية» التي ساهمت في قبولها على الفور. مجلة الحياة تشرح:
وذكرت فيليبس أن أكثر الرسائل الحساسة التي تلقتها لم تنشر أبدًا، ولكن تم الرد عليها بشكل فردي. في بعض الأحيان كانت تكتب مذكرة مختصرة حول الرسالة نفسها، وترك أحد أمناءها يستجيب بشكل كامل باستخدام نصيحتها. إذا بدت شخصًا انتحاريًا من رسالتهم، فسوف تتصل بهم عبر الهاتف.  كما لاحظت الحياة:

### علاقات عامة
كجزء من عملهم، تعاونت كلتا الأخوات مع المحررين الآخرين والناشرين وعامة الناس كلما أمكنهم ذلك. "لا ننسى أبداً اسمًا"، وكانوا متحدثين عامين غير مكبوتين: "إنهم يدورون حول البلاد يظهرون في الإذاعة والتلفزيون و- يرتدون مثل الممثلات السينمائيات الزائدين" - يمسكون الآلاف من ربات البيوت في الخطب في المسارح والقاعات ". 

## الحياة الشخصية والمعتقدات
ومثل أختها، اعتبرت فيليبس «تجسيدا للإرثوذكسية النسائية». جعلوا أزواجهم وعائلاتهم أولوية قصوى في حياتهم، وشعورهم بأن «الزواج يجب أن يكون دائمًا، حتى عندما يتأثر بالجنون الذكوري». تتحدث فيليبس بشكل نموذجي بعبارات متوهجة عن زوجها في الأماكن العامة، وتصفه بأنه «عاطفي» أو يدخن معه في المطاعم. استمر هذا الموقف في أعمدتها في أواخر الخمسينات من القرن الماضي، حيث نظرت فيليبس إلى النساء اللواتي لم يستطعن جعل زيجاتهن تعمل «سخيفة بضعف». كانت «مدونة السلوك» الخاصة بها «الزوج والأطفال أولاً». في سنواتها الأخيرة، لم تتفادى اقتراح الطلاق عندما أصبحت العلاقة «غير محتملة»، واعتبرت كيف يمكن أن يؤثر زواج سيئ على الأطفال: «عندما يرى الأطفال الآباء القتال، أو حتى القصاص على بعضهم البعض، وأعتقد أنه يضر بشكل رهيب.»
تتمتع كل من فيليبس وشقيقتها بالتواصل مع المشاهير، وبسبب سمعتهم الخاصة، كان المشاهير يحبون أن يشاهدوا مع أي منهما. من بين الأصدقاء فيليبس بعد فترة وجيزة من بدء عمودها كان السياسيون، بما في ذلك أعضاء مجلس الشيوخ هيوبرت همفري وهربرت ليمان؛ والفنانين، بما في ذلك جيري لويس ودين مارتن. 
هم أيضا أعجبوا الأسقف فولتون شين، الذي اجتمعوا به عند تعلم الكاثوليكية أثناء دراستهم عن الأديان الأخرى. وقد أعجب الأسقف بهما في المقابل بسبب قدرتهما على البقاء «غير مثقفين» وغير متأثرين بشهرة الآخرين. وعلق فيليبس، وهو يهودي، قائلاً: «إنه واحد من أعظم الرجال الذين قابلتهم في حياتي، لكنه سيكون يهوديًا قبل أن أكون كاثوليكًا».  تقابل فيليبس وبيشوب شين غالبًا وهي تتذكر رسائلها:
كانت فيليبس عضوا فخريا في «المرأة في مجال الاتصالات»، والكلية الأمريكية للأطباء النفسيين، والمجلس الوطني للنساء اليهوديات. ألّفت ستة كتب: عزيزي آبي، عزيزي المراهق، عزيزي آبي عن الزواج، أين كنت عندما تم تصوير الرئيس كنيدي ؟، عزيزي آبي مخطط الزفاف، وأفضل عزيزي آبي. تم بث برنامج عرض عزيزتي آبي على شبكة إذاعة CBS لمدة 12 عامًا. عندما سُئلت عن قرب نهاية حياتها المهنية ما إذا كانت سنواتها في كتابة العمود هي عمل كثير، قالت: «إنه عمل فقط إذا كنت تفضل القيام بشيء آخر.» شعرت أن مسيرتها المهنية كانت «رائعة ومثيرة ومجزية بشكل لا يصدق». 
بعد نقطة ما في الحياة توقفت فيليبس عن القيادة. قالت ابنتها جين، «إنها استقالت بعد أن انزلقت في مؤخرة شاحنة فحم أثناء شتاء ويسكونسن»، مع وجود جين ندبة مدى الحياة من الحادث.
من عام 1987 حتى تقاعد والدتها، شاركت ابنتها جين في كتابة العمود. في عام 2002، عندما جعل مرض الزهايمر من فيليبس من المستحيل عليها أن تستمر في الكتابة، تولت جين جميع مسؤوليات الكتابة في عزيزي آبي. بعد إعلان الأسرة عن مرض بولين، افترضت جين اسم أبيغيل فان بورين.  

## الموت
توفيت فيليبس في 16 يناير 2013، عن عمر يناهز 94 عاما، بعد أن قاتلت مرض الزهايمر لمدة 11 عاما. وقد نجت من زوجها البالغ من العمر 73 عامًا، مورتون فيليبس، وابنتها جين فيليبس، وأربعة أحفاد، واثنين من أحفاد الأحفاد. توفي ابنها إدوارد في عام 2011 عن عمر يناهز 66 عامًا. 

## بليوغرافيا

### كتب عن عزيزي آبي
- أرونسون، فرجينيا (2000). آن لاندرز وأبيجيل فان بورين. المرأة من الإنجاز. فيلادلفيا: دار تشيلسي للنشر. ردمك 0-7910-5297-4. (كتاب الأطفال).
- بوتكر، جانيس وسبازيالي، بوب (1987). عزيزتي آن، عزيزي آبي: السيرة الذاتية غير المصرح بها لآن لاندرز وأبيجيل فان بورين. نيويورك: دود، ميد. ISBN 0-396-08906-2.

### كتب من أبيجيل فان بورين
```
* عزيزي آبي. يتضح من كارل روز. إنجليوود كليفس، N.J: برنتس هول، [1958].
* عزيزتي في سن المراهقة. يتضح من روي دوتي. [نيويورك]: المنتسبون؛ التي وزعها راندوم هاوس [1959].	
```

- عزيزي آبي على الزواج. نيويورك: مكجرو هيل، [1962].
- أفضل عزيزي آبي. مدينة كانساس: اندروز وماكميل، 1981. ردمك 0-8362-7907-7؛ 081613362X (طباعة بالصفحة.)
- عزيزي آبي على التخطيط لحفل الزفاف الخاص بك. اندروز وماكميل، c1988. ISBN 0-8362-7943-3.
- أين كنت عندما تم إطلاق النار على الرئيس كنيدي ؟: ذكريات وتكريمات لرئيس قتيل كما رُوي لعزيزي آبي. مقدمة بقلم بيير سالينجر. اندروز وماكميل، c1993. ISBN 0-8362-6246-8.

## وصلات خارجية
- بولين فيليبس على موقع IMDb (الإنجليزية)
- بولين فيليبس على موقع إن إن دي بي (الإنجليزية)
- بولين فيليبس على موقع كينوبويسك (الروسية)

- Dear Abby الموقع الرسمي.